# Fandango!
| Recensione                        | Giudizio    |
| --------------------------------- | ----------- |
| AllMusic                          | [ 1 ]       |
| The New Rolling Stone Album Guide | [ 2 ]       |
| Sputnikmusic                      | 3.7 (Great) |
| Piero Scaruffi                    | [ 4 ]       |
| Dizionario del Pop-Rock           | [ 5 ]       |
| 24.000 dischi                     | [ 6 ]       |

Fandango! è il quarto album pubblicato nell'aprile 1975 dalla band texana ZZ Top. la prima metà dell'album è dal vivo; mentre la seconda è registrata in studio. Fandango! contiene una delle più grandi hit dei Top: Tush (#20 nella Chart Billboard The Hot 100), canzone cantata da Dusty, cosa che raramente accade con i loro singoli.
L'album raggiunse la decima posizione (24 maggio 1975) della classifica statunitense Billboard 200.

## Tracce
Lato A (Live)
1. Thunderbird – 2:49 (Billy Gibbons, Dusty Hill, Frank Beard)
2. Jailhouse Rock – 1:56 (Leiber, Stoller)
3. Backdoor Medley – 9:23

Lato B (Studio)
1. Nasty Dogs and Funky Kings – 2:42 (Billy Gibbons, Dusty Hill, Frank Beard)
2. Blue Jean Blues – 4:42 (Billy Gibbons, Dusty Hill, Frank Beard)
3. Balinese – 2:37 (Billy Gibbons, Dusty Hill, Frank Beard)
4. Mexican Blackbird – 3:06 (Billy Gibbons, Dusty Hill, Frank Beard)
5. Heard It on the X – 2:23 (Billy Gibbons, Dusty Hill, Frank Beard)
6. Tush – 2:14 (Billy Gibbons, Dusty Hill, Frank Beard)

Edizione CD del 2006, pubblicato dalla Warner Bros. Records (R2 78965)
1. Thunderbird – 2:49 (Billy Gibbons, Dusty Hill, Frank Beard)
2. Jailhouse Rock – 1:56 (Leiber, Stoller)
3. Backdoor Medley – 9:23
4. Nasty Dogs and Funky Kings – 2:42 (Billy Gibbons, Dusty Hill, Frank Beard)
5. Blue Jean Blues – 4:42 (Billy Gibbons, Dusty Hill, Frank Beard)
6. Balinese – 2:37 (Billy Gibbons, Dusty Hill, Frank Beard)
7. Mexican Blackbird – 3:06 (Billy Gibbons, Dusty Hill, Frank Beard)
8. Heard It on the X – 2:23 (Billy Gibbons, Dusty Hill, Frank Beard)
9. Tush – 2:14 (Billy Gibbons, Dusty Hill, Frank Beard)
10. Heard It on the X – 2:36 (Billy Gibbons, Dusty Hill, Frank Beard) – Bonus Track - Live
11. Jailhouse Rock – 1:53 (Leiber, Stoller) – Bonus Track - Live
12. Tush – 3:43 (Billy Gibbons, Dusty Hill, Frank Beard) – Bonus Track - Live

## Formazione
- Billy Gibbons - chitarra solista, chitarra slide, armonica, voce
- Dusty Hill - basso, voce (brani: Jailhouse Rock / Balinese / Tush), co-voce (brano: Heard It on the X)
- Frank Beard - batteria, percussioni

## Crediti Tecnici
- Bill Ham - produttore, concept album
- Lato A registrato dal vivo al The Warehouse di New Orleans (Louisiana) senza l'assistenza di tecnici di studio
- Terry Manning, Robin Brian, Jim Reeves, Bob Ludwig, Terry Kane - ingegneri del suono
- Bill Narum - design album
- John Dekalb - fotografia copertina album